# Thélis-la-Combe
Thélis-la-Combe [teli la kɔ̃b] est une commune française située dans le département de la Loire, en région Auvergne-Rhône-Alpes.

## Géographie
Communes limitrophes:

### Climat
Pour des articles plus généraux, voir Climat d'Auvergne-Rhône-Alpes et Climat de la Loire.
En 2010, le climat de la commune est de type climat des marges montargnardes, selon une étude du Centre national de la recherche scientifique s'appuyant sur une série de données couvrant la période 1971-2000. En 2020, Météo-France publie une typologie des climats de la France métropolitaine dans laquelle la commune est exposée à un climat de montagne ou de marges de montagne et est dans une zone de transition entre les régions climatiques « Nord-est du Massif Central » et « Sud-est du Massif Central ».
Pour la période 1971-2000, la température annuelle moyenne est de 9,6 °C, avec une amplitude thermique annuelle de 16,8 °C. Le cumul annuel moyen de précipitations est de 973 mm, avec 10,2 jours de précipitations en janvier et 6,2 jours en juillet. Pour la période 1991-2020, la température moyenne annuelle observée sur la station météorologique de Météo-France la plus proche, « Pilat Graix », sur la commune de Graix à 2 km à vol d'oiseau, est de 8,0 °C et le cumul annuel moyen de précipitations est de 1 019,3 mm,. Pour l'avenir, les paramètres climatiques de la commune estimés pour 2050 selon différents scénarios d'émission de gaz à effet de serre sont consultables sur un site dédié publié par Météo-France en novembre 2022.

## Urbanisme

### Typologie
Au 1er janvier 2024, Thélis-la-Combe est catégorisée commune rurale à habitat très dispersé, selon la nouvelle grille communale de densité à sept niveaux définie par l'Insee en 2022.
Elle est située hors unité urbaine. Par ailleurs la commune fait partie de l'aire d'attraction de Saint-Étienne, dont elle est une commune de la couronne,. Cette aire, qui regroupe 105 communes, est catégorisée dans les aires de 200 000 à moins de 700 000 habitants,.

## Toponymie
Combe : « vallée, replat d'une vallée ».

## Histoire
- Si vous ne connaissez pas le sujet, laissez ce bandeau (vous pouvez alors contacter les auteurs).
- Si vous supprimez le contenu mis en cause (vous pouvez préalablement contacter les auteurs),

argumentez précisément cette suppression dans la page de discussion
(un manque de référence n'est pas un argument ; une recherche réelle de référence doit avoir été effectuée, être formellement documentée).
Thélis-la-Combe, petit village blotti dans le pli d'une vallée du département de la Loire, n'existe que depuis la Révolution. Cette commune de 1500 hectares, dont le périmètre est calqué sur le bassin versant de la vallée du Riotet, doit son existence aux concessions faites par ses voisins lors de sa création. Avant la Révolution, ces terres faisaient partie des paroisses de Bourg-Argental, Colombier et de la Versanne. Thélis-la-Combe est située au sein du parc naturel régional du Pilat.

Son nom provient du regroupement de deux hameaux situés chacun à une extrémité de la commune. Thélis, côté sud-ouest est l'un des plus vieux hameaux de la région où l'on trouve de très anciennes constructions bâties à l'aide de gros blocs de granit taillés grossièrement. La Combe, à l'autre bout, profite d'un large ensoleillement et des courants chauds de la vallée du Rhône toujours bénéfiques à la vivacité et à la diversité florale.

La jeunesse de cette commune et son habitat dispersé n'ont pas permis d'enrichir son histoire. Toutefois, les richesses naturelles et culturelles de ce territoire compensent ce déficit.

Le relief modelé au rythme de l'altération d'un socle granitique séculaire, la flore verdoyante et le climat rude ou enchanteur suivant les saisons font tout le charme de ce pays. L'été aux couleurs méridionales et l'hiver à tendance continentale amène la cohabitation d'espèces animales et végétales très nombreuses. Par vent du midi en fond de vallée, il arrive de croiser une cigale alors qu'en hiver, à plus de 1200 mètres d'altitude, le givre couvre les sapins d'un manteau blanc des semaines durant.

La culture locale découle des influences de trois provinces riveraines : le Vivarais dont les activités agricoles, le patois (un des dialectes de la langue d'oc), le climat et le relief sont semblables ; le Forez dont le dynamisme industriel et le rattachement administratif ont attiré les populations ; le Dauphiné avec lequel les voies de communication sont les plus naturelles et d'où proviennent les grands tendances religieuses.

Au début du vingtième siècle la plus grande partie des habitants cultivaient la terre et exploitaient la forêt. Puis, peu à peu, ces activités ont évolué cédant de plus en plus d'espace à la reine nature. Aujourd'hui, la majorité des habitants travaillent dans les villes voisines dont les activités industrielles historiques (soierie, mécanique, tannerie, papier...) perdurent et évoluent (textile, plasturgie, agro-alimentaire...). L'agriculture reste la première activité communale et s'oriente vers des méthodes de production respectueuses de l'environnement.

Le tourisme local issu des agglomérations voisines a pris son essor après guerre. Ce tourisme vert anime la campagne chaque fin de semaine. Il s'élargit maintenant à une population plus éloignée bénéficiant de nombreux points d'accueil (hôtels, chambres d'hôtes, gîtes, camping...) et d'activités pour tous les goûts.

## Politique et administration
| Période                                  | Période                        | Identité                                 | Étiquette | Qualité |
| ---------------------------------------- | ------------------------------ | ---------------------------------------- | --------- | ------- |
| Les données manquantes sont à compléter. |                                |                                          |           |         |
| 1929                                     | 1983                           | Philippe Serindat                        |           |         |
| 1983                                     | 1991                           | Marcel Oriol (décédé en cours de mandat) |           |         |
| 1991                                     | 2001                           | Jean Blachon                             |           |         |
| mars 2001                                | mars 2008                      | Jacques Philippine                       |           |         |
| mars 2008                                | En cours (au 1er janvier 2018) | Régis Fanget                             |           |         |

## Démographie
L'évolution du nombre d'habitants est connue à travers les recensements de la population effectués dans la commune depuis 1793. Pour les communes de moins de 10 000 habitants, une enquête de recensement portant sur toute la population est réalisée tous les cinq ans, les populations de référence des années intermédiaires étant quant à elles estimées par interpolation ou extrapolation. Pour la commune, le premier recensement exhaustif entrant dans le cadre du nouveau dispositif a été réalisé en 2005.

En 2022, la commune comptait 143 habitants, en évolution de −10,62 % par rapport à 2016 (Loire : +1,32 %, France hors Mayotte : +2,11 %).
| 1793 | 1800 | 1806 | 1821 | 1831 | 1836 | 1841 | 1846 | 1851 |
| ---- | ---- | ---- | ---- | ---- | ---- | ---- | ---- | ---- |
| 469  | 430  | 426  | 402  | 513  | 551  | 504  | 603  | 534  |

| 1856 | 1861 | 1866 | 1872 | 1876 | 1881 | 1886 | 1891 | 1896 |
| ---- | ---- | ---- | ---- | ---- | ---- | ---- | ---- | ---- |
| 530  | 556  | 588  | 600  | 642  | 600  | 590  | 521  | 502  |

| 1901 | 1906 | 1911 | 1921 | 1926 | 1931 | 1936 | 1946 | 1954 |
| ---- | ---- | ---- | ---- | ---- | ---- | ---- | ---- | ---- |
| 509  | 534  | 502  | 422  | 372  | 345  | 349  | 360  | 312  |

| 1962 | 1968 | 1975 | 1982 | 1990 | 1999 | 2005 | 2006 | 2010 |
| ---- | ---- | ---- | ---- | ---- | ---- | ---- | ---- | ---- |
| 290  | 236  | 197  | 164  | 136  | 146  | 168  | 174  | 175  |

| 2015 | 2020 | 2022 | - | - | - | - | - | - |
| ---- | ---- | ---- | - | - | - | - | - | - |
| 163  | 144  | 143  | - | - | - | - | - | - |

## Culture locale et patrimoine

### Lieux et monuments
- La grotte Sarrazine
- Le Saut de Roland
- Tombe-Loup
- Église Notre-Dame de Thélis-la-Combe